# Czarnoksiężnik (dramat)
Czarnoksiężnik (hiszp.ː El mágico prodigioso) –  dramat filozoficzno-religijny Pedra Calderóna de la Barki oparty na legendzie o świętym Cyprianie i świętej Justynie.

## Czas powstania
Czarnoksiężnik został napisany przez Calderóna na uroczystość Bożego Ciała w 1637 roku. Dramaturg wzorował się podczas pisania na Niewolniku demona Miry de Amescuy z 1612 roku, historii zakonnika Gila de Santarem, który zawarł pakt z diabłem. W 1663 roku dramaturg opracował drugą wersję utworu, znacznie odbiegającą od pierwowzoru, choć powtarzającą niektóre sytuacje i środki ekspresji Amescuy.

## Osoby
| Osoba   | Jej rola w dramacie          |
| ------- | ---------------------------- |
| Cyprian | młody student                |
| Justyna | urocza antiochenka           |
| Lelius  | starający się o rękę Justyny |
| Florus  | jego konkurent               |
| Diabeł  |                              |
| Moscon  | sługa Cypriana               |
| Klaryn  | sługa Cypriana               |

## Miejsce akcji
Akcja utworu rozgrywa się na przełomie III i IV wieku w Antiochii.

## Treść

Św. Cyprian i św. Justyna.

Cyprian, student zatopiony w księgach rozmyśla nad Pliniuszowym określeniem Boga. Jego przyjaciele Lelius i Florus zabiegają bezskutecznie o względy pięknej Justyny. Cyprian podejmuje się roli pośrednika pomiędzy rywalizującymi ze sobą młodzieńcami a Justyną. Oczarowany jej urodą, zakochuje się bez pamięci. Wyznaje jej nieśmiało swą miłość, Justyna jednak nie odwzajemnia jego uczuć. Cyprian postanawia walczyć o miłość ukochanej. Porzuca księgi i przywdziewa paradne stroje. Justyna oświadcza jednak, że kochać go nie jest w stanie aż do samej śmierci.
Zrozpaczony młodzieniec postanawia zdobyć Justynę za wszelką cenę. Wzywa na pomoc moce piekielne. Wśród burzy, piorunów i błyskawic zjawia się Diabeł, rzekomo jedyny ocalały z katastrofy okrętu. Cyprian zaprasza go w gościnę. Diabeł zapewnia go, że zdobędzie Justynę sztuką magiczną, jeśli podpisze własną krwią pakt oddający diabłu duszę. Cyprian targany namiętnością przyjmuje propozycję. Przez następny rok zgłębia pod kierunkiem Diabła tajemnice sztuk magicznych zamknięty w podziemiu.
Zdobywszy potrzebne umiejętności, Cyprian postanawia opuścić więzienne mieszkanie, nie wątpiąc, że zdobędzie boską Justynę. Diabeł jest jednak sceptyczny. Wie, że wolna wola potrafi się oprzeć jego potędze. Próbuje obezwładnić wolę Justyny pokusą ułudy. Tajemniczy chór podnieca zmysły Justyny, budząc w niej tęsknotę za Cyprianem. Diabeł zjawia się u niej i obiecuje zaspokoić jej tęsknotę. Justyna jednak sprzeciwia się kusicielowi i odnosi nad nim zwycięstwo. Bezsilny i wściekły Diabeł zwodzi Cypriana, ukazując mu postać ukochanej z zakrytą twarzą. Cyprian zdziera zasłonę. Jego oczom ukazuje się szkielet będący martwym próchnem, który znika, mówiącː Z wszelkim blaskiem, o Cyprianie / Na tej ziemi tak się stanie. Cyprian wstrząśnięty, przekonuje się, że istnieje siła zdolna pokonać moce piekła. Powraca myślą do swych studiów nad Pliniuszem i odkrytego wówczas ziarna prawdy. Jako wyznawca wiary chrześcijańskiej zostaje skazany na śmierć. Razem z nim ginie Justyna. Nad zwłokami męczenników na skrzydlatym wężu unosi się Diabeł, zwiastun prawdy.

## Analiza
Dramat został oparty na legendzie o świętym Cyprianie i świętej Justynie, męczennikach rzymskich zamordowanych za czasów cesarza Dioklecjana w 304 roku. Autor rozwija w nim obydwa motywy faustowskieː paktu z diabłem i pokus życiowych. Utwór należy do najpiękniejszych dramatów Calderóna, choć nie jest wolny od barokowej przesady. Poeta łączy w nim przejrzystość wykładu naczelnej myśli przewodniej z głębokim liryzmem. Głównym przesłaniem dramatu jest nauka o wolnej woli, temat niezwykle ważny dla dramatopisarzaː człowiek ma swobodę wyboru między dobrem a złem i może, opanowując swe popędy i namiętności, dostąpić życia wiecznego. Artyzm Calderóna pozwala odczuć całą siłę targających Justyną namiętności w scenie kuszenia z aktu II, kiedy cała natura w niepokojący sposób sprzysięga się przeciw bohaterce. Ostatecznie jednak Justyna przeciwstawia się Diabłu, który pokonany wołaː Zwyciężyłaś, niewiasto, zwyciężyłaś, / nie dając się zwyciężyć. Cyprian przeżywa wstrząs, odkrywając, że zamiast ciała ukochanej ściska podsuniętego mu przez Diabła kościotrupa. Rozczarowanie pozwala mu otrząsnąć się ze złudzeń. Doświadczenie życiowe wsparte mądrością wskazują mu drogę do prawdy.

## Czarnoksiężnikw Polsce
Polskiego przekładu Czarnoksiężnika dokonał w 1859 roku Stanisław Budziński. Przekład ukazał się w 1861 roku w Bibliotece Warszawskiej. W 1975 roku Jarosław Marek Rymkiewicz wydał Kochanków piekła, tragifarsę według Czarnoksiężnika.